# Isola dei Laghi
Otok Isola dei Laghi [ìzola dei làgi] (dobesedno 'otok z jezeri'), je otok v Beneški laguni v Jadranskem morju, zelo blizu otoka Mazzorbetto, od katerega ga loči le ozek kanal. Upravno spada pod italijansko deželo Benečija (pokrajina Benetke).
Otok je nastal šele v zadnjih desetletjih 20. stoletja in je bil vključen v zemljevide samo proti koncu stoletja. Gre dejansko za večjo močvirnato bareno, ki je bila v 60. in 70. letih 20. stoletja utrjena z nanosom blata iz prečiščenih kanalov. Od leta 1990 dalje so začele nekatere naravovarstvene organizacije ustvarjati na njem pomološke vrtove, ki bodo po predvidevanjih del bodočega agrarnega parka v sklopu Lagunskega parka.